# Deeper (Julie Anne San Jose)
Deeper è il secondo album in studio della cantautrice filippina Julie Anne San Jose, pubblicato il 1º giugno 2014.

## Tracce
1. Blinded – 3:47
2. Right Where You Belong – 3:35
3. Kung Maibabalik Ko Lang – 4:11
4. Never Had You – 4:22
5. Deeper – 4:55
6. Diamond In My Eyes – 4:04
7. Tulad Mo – 4:04
8. Baby U Are – 3:50
9. Blinded (Alternative Mix) – 3:47
10. If Love's A Crime – 4:08
11. Christ In Us, Our Hope Of Glory (feat. Nomer Limatog, Jr.) – 3:54